# Большая Уда (Карелия)
Больша́я Уда́ — разъезд (тип населённого пункта) в составе Сосновецкого сельского поселения Беломорского района Республики Карелия.

## Общие сведения
Расположен возле Мурманской железной дороги в непосредственной близи со станцией Уда и в 16 км от города Беломорск.

## Транспорт
По состоянию на 2019 год по станции Уда отсутствует пригородное движение. пассажирские поезда дальнего следования тарифной стоянки на станции не имеют. Ближайший жилой населённый пункт — посёлок Золотец, с которым Большая Уда связана грунтовой дорогой.

## Население
| 2002 | 2010 | 2013 |
| ---- | ---- | ---- |
| 0    | →0   | →0   |